# Impasse Charles-Petit
L'impasse Charles-Petit est une voie située dans le quartier Sainte-Marguerite du 11e arrondissement de Paris.

## Situation et accès
Elle débute au no 4 rue Paul-Bert et se termine en impasse.
L'impasse Charles-Petit est desservie par la ligne 8 à la station Faidherbe - Chaligny.

## Origine du nom
Elle tient son nom d'un propriétaire local.

## Historique
Cette voie, était anciennement dénommée « impasse Petit ».